# Banque Raiffeisen
Pour les articles homonymes, voir Raiffeisen.
 (mars 2013).
Si vous disposez d'ouvrages ou d'articles de référence ou si vous connaissez des sites web de qualité traitant du thème abordé ici, merci de compléter l'article en donnant les références utiles à sa vérifiabilité et en les liant à la section « Notes et références ».
La Banque Raiffeisen est une banque coopérative luxembourgeoise.

## Historique
Les premières banques coopératives ont été fondées au XIXe siècle dans le but de répondre aux besoins spécifiques de la communauté agricole et viticole. Les membres de cette communauté, à l’époque exclue des marchés de capitaux, se sont associés afin de mettre leurs biens et leurs efforts en commun selon les principes de solidarité et de coopération. Telle était la vision de Friedrich Wilhelm Raiffeisen et d’Hermann Schulze-Delitzsch, les fondateurs des premières caisses coopératives rurales en Allemagne.  
À la suite de la réussite que ce type d’organisations a connue dans les pays d’origine, les premières coopératives de crédit Raiffeisen ont été créées au Luxembourg en 1925. Début 1926 les caisses existantes ont créé la Centrale des caisses Raiffeisen luxembourgeoises, appelée Banque Raiffeisen depuis 2001. 
En 1970, le réseau Raiffeisen comptait 138 caisses à travers le pays. 
En 2013, Raiffeisen se compose de 13 caisses Raiffeisen disposant chacune de plusieurs points de vente, ainsi que de 11 agences dépendant directement de la Banque Raiffeisen. La Banque fournit des services aux particuliers, à la clientèle privée et de gestion patrimoniale  en collaboration avec Vontobel depuis 2009.

## Œuvres caritatives
La Banque Raiffeisen soutient diverses associations caritatives luxembourgeoises dont La Croix-Rouge, la Ligue HMC, la Fondation Cancer, SOS Villages d’enfants du Monde, SOS Faim et la FLEK – Fleegeelteren an hir Kanner, Lëtzebuerg.

## Concours de dessin Eurojeunes
En collaboration avec d’autres banques coopératives en Europe, à savoir Raiffeisen en Suisse, Raiffeisen Zentralbank en Autriche, les Volks-und Raiffeisenbanken en Allemagne, Raiffeisen Südtirol en Italie, le Crédit mutuel en France ainsi que le groupe OP-Pohjola en Finlande, la Banque Raiffeisen organise tous les ans un concours de dessin à destination des jeunes entre 4 et 18 ans. Au Luxembourg, ce concours de dessin s'appelle le Raiffeisen Molconcours. Ce concours rassemble entre 20 000 et 30 000 participations annuellement.